# Mikhaïl Ievstàfiev

Mikhaïl Aleksàndrovitx Ievstàfiev (en rus: Михаи́л Алекса́ндрович Евста́фьев; nascut a Moscou el 1963) és un artista, fotògraf i escriptor rus.
A finals dels anys 1980 es va presentar com a voluntari per servir a l'Afganistan. Va estar dos anys amb l'Exèrcit Roig estacionat a Kabul. Anys després publicaria la novel·la A dos passos del cel, sobre la Guerra afganosoviètica (1978-1992). Com a periodista va ser a zones conflictives com ara Bòsnia i Hercegovina, Txetxènia, Geòrgia, l'Alt Karabakh, el Tadjikistan i Transnístria.
Les seves pintures i fotografies són a col·leccions a Àustria, la Gran Bretanya, França, Polònia, Rússia i els Estats Units.